# Прежешть (комуна)
Прежешть, Прежешті (рум. Prăjești) — комуна у повіті Бакеу в Румунії. До складу комуни входить єдине село Прежешть.
Комуна розташована на відстані 255 км на північ від Бухареста, 10 км на північний схід від Бакеу, 72 км на південний захід від Ясс.

## Населення
У 2009 року у комуні проживали 2615 осіб.